# بود چارنوتسکیه
بود چارنوتسکیه (به لهستانی:  Budy Czarnockie) یک روستا در لهستان است که در گمینا پیانتنگتسا واقع شده‌است. بود چارنوتسکیه ۳۲۰ نفر جمعیت دارد.